# Südliches Anhalt
Südliches Anhalt (letteralmente: «Anhalt meridionale») è una città di 13 081 abitanti abitanti della Sassonia-Anhalt, in Germania.
Appartiene al circondario (Landkreis) di Anhalt-Bitterfeld (targa ABI).
Non esiste alcun centro abitato con tale denominazione; si tratta pertanto di un comune sparso.

## Storia
La città venne costituita il 1º gennaio 2010 dalla fusione della città di Radegast con i comuni di Edderitz, Fraßdorf, Glauzig, Großbadegast, Hinsdorf, Libehna, Maasdorf, Meilendorf, Prosigk, Quellendorf, Reupzig, Riesdorf, Scheuder, Trebbichau an der Fuhne, Weißandt-Gölzau, Wieskau e Zehbitz. Il nome della nuova città significa "Anhalt meridionale", con riferimento alla regione a cui appartiene.
Il 1º settembre 2010 vennero aggregati a Südliches Anhalt la città di Gröbzig e i comuni di Görzig e Piethen.

## Geografia antropica

### Suddivisioni amministrative
La città è suddivisa in 24 "comunità locali" (Ortschaften):
1. Edderitz, con le località di Edderitz, Pfaffendorf e Pilsenhöhe
2. Fraßdorf
3. Glauzig, con le località di Glauzig e Rohndorf
4. Görzig
5. Gröbzig, con le località di Gröbzig, Werdershausen e Wörbzig
6. Großbadegast, con le località di Großbadegast, Kleinbadegast e Pfriemsdorf
7. Hinsdorf
8. Libehna, con le località di Libehna, Locherau e Repau
9. Maasdorf
10. Meilendorf, con le località di Körnitz, Meilendorf e Zehmigkau
11. Prosigk, con le località di Cosa, Fernsdorf, Pösigk, Prosigk e Ziebigk
12. Piethen
13. Quellendorf, con le località di Diesdorf e Quellendorf
14. Radegast
15. Reinsdorf
16. Reupzig, con le località di Breesen, Friedrichsdorf, Reupzig e Storkau
17. Riesdorf
18. Scheuder, con le località di Lausigk, Naundorf e Scheuder
19. Trebbichau an der Fuhne, con le località di Hohnsdorf e Trebbichau an der Fuhne
20. Werdershausen
21. Weißandt-Gölzau, con le località di Klein-Weißandt, Gnetsch e Weißandt-Gölzau
22. Wieskau, con le località di Cattau e Wieskau
23. Wörbzig
24. Zehbitz, con le località di Lennewitz, Wehlau, Zehbitz e Zehmitz